# Chrzanów-Kolonia
Chrzanów-Kolonia – kolonia w Polsce, położona w województwie lubelskim, w powiecie janowskim, w gminie Chrzanów. Według Narodowego Spisu Powszechnego (2011) liczyła 55 mieszkańców i była najmniejszą miejscowością gminy Chrzanów.

## Historia
W 1930 r. Bank Rolny, który przejął folwark ordynacki liczący 362 ha, dokonał jego parcelacji. Nabywcy (było ich 115) rekrutowali się spośród mieszkańców Chrzanowa, Malinia, Łady oraz robotników folwarcznych. Wielkość parcel była zróżnicowana i wahała się głównie od 1 do 6 ha. Część nabywców osiedliła się tutaj dając początek Kolonii, która istniała w 1936 r.
W latach 1975−1998 miejscowość administracyjnie należała do województwa tarnobrzeskiego.